# Червоний ангел (Дискавері)

## Про епізод
Червоний ангел — двадцять п'ятий епізод американського телевізійного серіалу «Зоряний шлях: Дискавері» та десятий в другому сезоні. Епізод був написаний Ганель Калпеппер, а режисували Кріс Сільвестрі й Ентоні Маранвілл. Перший показ відбувся 21 березня 2019 року. Українською мовою озвучено студією «ДніпроФільм».

## Зміст
Під час підготовки до похорону Ейріам її система очищається від вірусу «Контроль» — разом із усіма іншими системами управління причетними до Зоряного флоту. Команда «Дискавері» прощається з Ейріам а Сару співає їй останню пісню.
Командний склад «Дискавері» проводить нараду щодо шляхів унеможливлення впливу штучного інтелекту з майбутнього на Зоряний флот. Тіллі вривається і повідомляє — вона виявила в кодах Ейріам електронного паразита — вкладений «Проєкт Дедал». А при біонейронному скануванні Червоного Ангела в коді Ейріам Тіллі виявила сигнатуру, яке відповідає Бернем. Отже Червоний Ангел — це Майкл Бернем.
Неофіційний лікар Калбер звіряє дані Бернем і Червоного Ангела — вони збігаються. Спок пояснює імовірні причини чому Бенрем-Ангел не виходила на контакт — її костюм виділяв тетріонну радіацію яка обмежувала радіозв'язок. В цей час до «Дискавері» прямує судно Відділу-31; на борт переміщаються Ліланд і Філіппа. Ліланд пропонує встановити пастку, зловити Червоного Ангела і допитати. Ліланд визнає, що Відділ-31 створив костюм для подорожей у часі «Червоний ангел» (Проєкт Дедал) двадцять років тому в гонці озброєнь з клінгонами. Костюм клінгони знищили ще на стадії тестування. Бернем погоджується будувати мишоловку для майбутньої себе.
Однак Бернем турбує недомовленість в історії про костюм Червоного Ангела. Джорджі натякає — необхідна інформація є у Ліланда. Тіллі пропонує закрити пастку для Червоного Ангела з допомогою фазового дискримінатора.
Сару повідомляє — гравітон-промінь «Дискавері» недостатньо сильний для закриття пастки — Ліланд пропонує свій корабель. Сару після спілкування із співробітником Відділу-31 впевнений — Ліланд багато чого недоговорює. До них входить Бернем і вимагає прояснити недомовленості. Ліланд неохоче пояснює — її батьки працювали над «Проєктом Дедал» і перебували на базі в часі атаки клінгонів. Її батьки перебували на базі через Ліланда, а мати Майкл створила костюм. Загинули батьки Майкл через викрадений на чорному ринку за наказом Ліланда кристал часу — його відстежили клінгони. За це Ліланд отримує від Майкл два потужні удари в ділянку носа.
Калбер просить психологічної допомоги у адміралки Корнуелл. Вона пропонує Калберу хоч з чогось почати нове життя. Бернем відводить злість в тренувальній залі — приходить Спок і намагається її розрадити з точки зору логіки. І Спок нарешті приймає вибачення за події в дитинстві. Спок повідомляє — закономірністю появи Семи сигналів є сама Майкл.
«Дискавері» подорожує до Іссоф-IV, де є достатньо енергії для живлення їхньої пастки. Бернем залишається в приміщенні з небезпечною атмосферою планети, просякнутою перхлоратним пилом, поки не з'явиться Червоний Ангел — Майкл має задихатися. Корабель Відділу-31 Ліланда має закрити червоточину позаду Червоного Ангела. Відчуваючи можливу загибель, Майкл тягнеться до Тайлера.
Бернем переміщають в приміщення на планеті, Спок фіксує її в пристрої для сидіння. Приміщення герметизують і відключають подачу кисню; над Майкл проламується стеля. Рівень кисню падає до критичного й Пайк віддає наказ рятувати Бернем — рятувальну команду не пропускає озброєний Спок. Майкл помирає.
Пайк віддає наказ телепортувати Бернем в медвідсік для реанімації. Проте це неможливо через перешкоди — Тіллі фіксує величезний стрибок тахіонної радіації. Червоний Ангел потрапляє в пастку і оживляє на мить мертву Бернем. Ліланд намагається обійти буфер безпеки й зазнає атаки все ще активного на його кораблі «Контролю». Після фіксації Червоного Ангела із костюма випадає жінка, в якій Майкл впізнає свою матір.

## Сприйняття та відгуки
Станом на квітень 2021 року на сайті «IMDb» серія отримала 7.1 бала підтримки з можливих 10 при 2891 голосі користувачів. На «Rotten Tomatoes» 64 % схвалення при відгуках 11 експертів. Резюме слідуюче: «Незважаючи на бентежний Deus ex machina та незліченні сумнівні повороти сюжету, виступ Сонекви Мартін-Грін зумів врятувати „Червоного ангела“».
Оглядач «IGN» Скотт Коллура писав так: «Якщо ода минулого тижня Ейріам була найважливішою для „Зоряного шляху: Дискавері“, велика частина „Червоного ангела“ цього тижня є нижчою точкою, розмовною і нудною подорожжю, яка підкреслює нерівномірність 2 сезону, а також його найбільшу слабкість: опору на таємничі сюжети, які надають занадто мало емоційних дивідендів для героїв чи глядача».
В огляді Раян Брітт для «Den of Geek» відзначено: «тепер, коли ми знаємо, хто такий Червоний Ангел, „Зоряний шлях: Дискавері“ перетворив заплутану історію подорожей у часі на емоційну історію про родину. Що є абсолютно блискучим ходом».
Оглядач Зак Гендлен для «The A.V. Club» відгукувався так: «Більша частина „Червоного ангела“ демонструє шоу, яке іще більше зосереджується на всеохоплюючому сюжеті цього сезону — причому загроза майбутнього контролю життя штучним інтелектом нависає у свідомості кожного. Те, що з цією загрозою потрібно боротися, очевидно, але без будь-якого відчуття безпосередньої небезпеки важко зрозуміти необхідність такої швидкоплинної, непродуманої стратегії».
Скотт Сноуден в огляді для «Space.com» відзначав так: «В чому полягає проблема? Тепер вам потрібен диплом (із відзнакою) з історії „Зоряних шляхів“ — щоб просто зрозуміти значення подій. Навіть більш серйозні шанувальники „Треку“ трохи втомлюються, тому дещо дивно, що франшиза розраховує на залученість більш випадкових шанувальників. Як самостійна науково-фантастична драма, якою може насолодитись кожен, „Зоряний шлях: Дискавері“ трохи втрачає сюжетну лінію. Щоб повністю зрозуміти наслідки подій, вам не потрібно просто дивитись попередні сезони одного і того ж шоу — ви також повинні дивитися цілі сезони абсолютно різних серіалів світу Стар Трек».

## Знімались
- Сонеква Мартін-Грін — Майкл Бернем
- Даг Джонс — Сару
- Ентоні Репп — Пол Стамец
- Мері Вайзман — Сільвія Тіллі
- Вілсон Круз — Гаг Калбер
- Енсон Маунт — Крістофер Пайк
- Шазад Латіф — Еш Тайлер
- Мішель Єо — Філіппа Джорджі
- Джейн Брук — адміралка Корнуелл
- Ітан Пек — Спок
- Алан ван Спренг — Ліланд
- Соня Сон — Габріель Бернем
- Рейчел Анчеріл — Нган
- Ганна Чізман — лейтенантка Ейріам
- Емілі Коуттс — Кейла Делмер
- Патрік Квок-Чун — Ріс
- Ойін Оладейо — Джоан Овосекун
- Ронні Роу — лейтенант Брайс